# شویتسکو
شویتسکو (به لهستانی:  Świecko) یک منطقهٔ مسکونی در لهستان است که در گمینا سووبیتسه (استان لوبوسکی) واقع شده‌است. شویتسکو ۱۸۰ نفر جمعیت دارد.